# Aethriamanta rezia
Aethriamanta rezia är en trollsländeart som beskrevs av Kirby 1889. Aethriamanta rezia ingår i släktet Aethriamanta och familjen segeltrollsländor. IUCN kategoriserar arten globalt som livskraftig. Inga underarter finns listade i Catalogue of Life.